# Spalax uralensis
Spalax uralensis é uma espécie de roedor da família Spalacidae. Endêmica das estepes do oeste do Cazaquistão, na bacia do baixo rio Ural, entre os rios Uil, Temir e Emba.